# Hellmut Federhofer
Hellmut Federhofer (né le 6 août 1911 à Graz et mort le 1er mai 2014 à Mayence) est un musicologue autrichien.

## Biographie
Né à Graz, il reçoit une formation musicale et musicologique dans sa ville natale, puis au Conservatoire de Vienne, d'où il sort diplômé d'un doctorat en 1936. Il fut notamment un élève d'Alban Berg, Emil von Sauer et Alfred Orel. Il travaille ensuite comme bibliothécaire à l'Université technique de Graz et devient le directeur de l'Institut de Musicologie de l'Université de Graz à partir de 1940. En 1959, il enseigne la musicologie.
En 1962, il reprend le poste de directeur de l'Institut de musicologie de l'Université Johannes Gutenberg de Mayence, ville où il s'établit et devient professeur émérite de musicologie. Il reste à la direction de l'Institut jusqu'en 1979.
L'essentiel de ses travaux porte sur l'étude et la recherche concernant l'histoire musicale des provinces autrichiennes de Styrie et de Carinthie, l'œuvre du compositeur baroque Johann Joseph Fux et la théorie de Heinrich Schenker relative à la musique tonale. Il supervise l'édition complète des œuvres de Fux de 1955 à 2006.

## Distinctions et récompenses
Hellmutt Federhofer est membre honoraire de la Société autrichienne de musicologie (Österreichischen Gesellschaft für Musikwissenschaft) et de L'Institut central pour la recherche mozartienne (Zentralinstituts für Mozartforschung) de Salzbourg.